# 오루아누이 분화
오루아누이 분화(Oruanui eruption, 카와카와 분화(Kawakawa eruption) 또는 카와카와/오루아누이 사건(Kawakawa/Oruanui event)으로도 알려짐)는 뉴질랜드의 타우포 화산에서 약 25,700년 BP에 발생한 세계에서 가장 최근의 초분화로 현재까지 특성이 밝혀진 것 중 가장 큰 수증기마그마성 분화였다.

## 지리
분화 당시 해수면은 현재보다 훨씬 낮았고, 10만 년 이상 타우포 화산은 주로 타우포호보다 큰 호수인 후카호 아래에 있었다.:6 후카호는 분화로 파괴되었고, 아래에 설명된 바와 같이 지역 지리의 다른 특징들도 크게 변경되었다.

## 분화

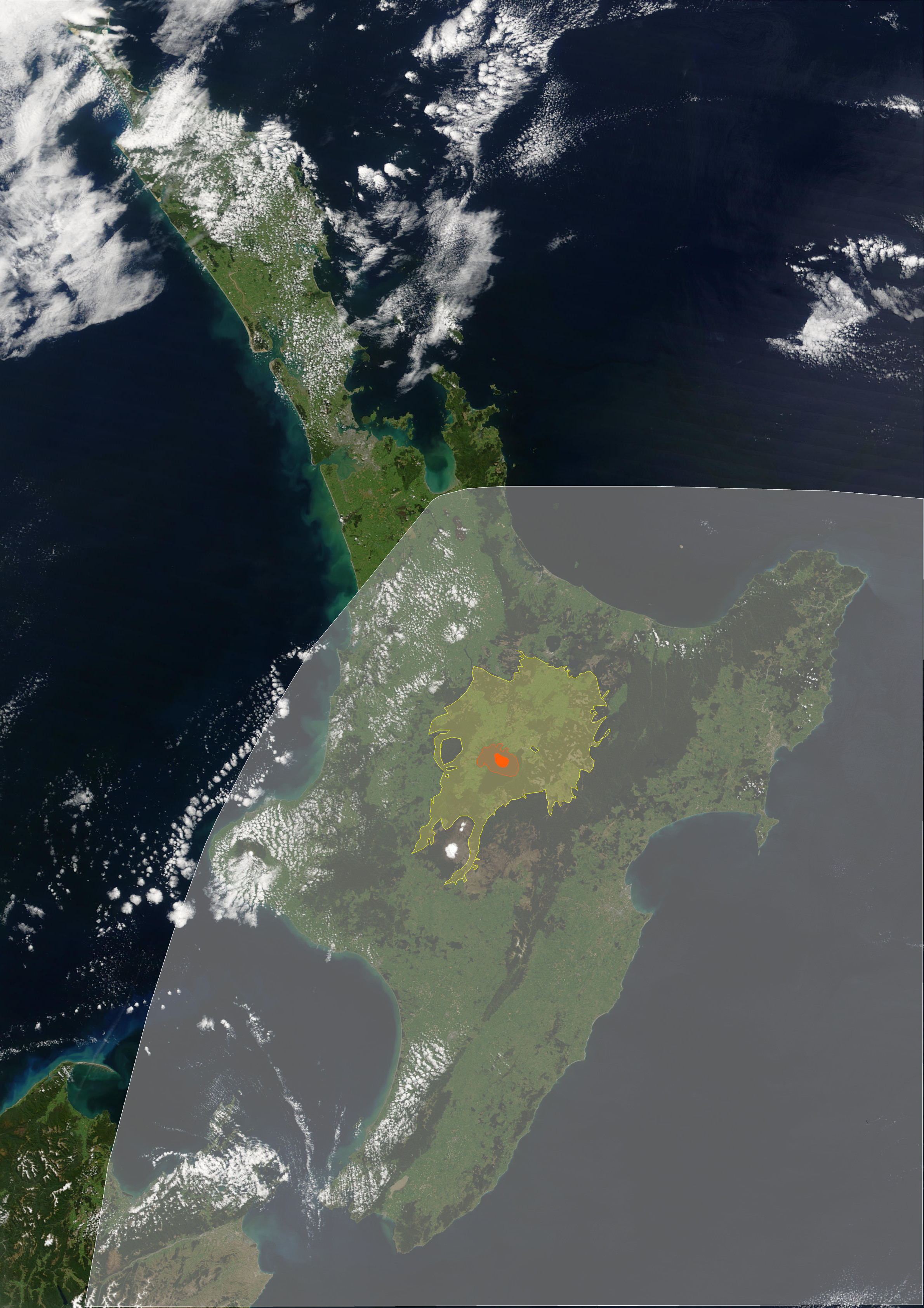
약 10cm 화산재 퇴적(흰색 음영) 및 화산쇄설암류(노란색 음영)의 이그님브라이트로 인한 북섬의 오루아누이 분화 영향. 중앙의 붉은 지역은 오루아누이 칼데라이며, 그 주변의 함몰 분화구는 더 밝은 붉은색으로 표시됨. 당시 뉴질랜드 육지는 해수면이 훨씬 낮았기 때문에 현재의 뉴질랜드 육지에 중첩되어 있음.

화산 폭발 지수(VEI) 8로, 뉴질랜드에서 발생한 분화 중 가장 큰 규모 중 하나이며 가장 최근의 초분화이다. 이 분화는 플라이스토세 후기인 25,675±90년 BP에 발생했다. 이 분화는 약 430 km3 (100 cu mi)의 화산쇄설물 낙하 퇴적물, 320 km3 (77 cu mi)의 화산쇄설류 (PDC) 퇴적물 (대부분 이그님브라이트), 그리고 420 km3 (100 cu mi)의 1차 칼데라 내 물질을 생성했으며, 이는 총 530 km3 (130 cu mi)의 유문암 마그마에 해당하며, 총 1,170 km3 (280 cu mi)의 전체 퇴적물을 생성했다. 따라서 이는 현재까지 특성이 밝혀진 가장 큰 수증기마그마성 분화이다.:8 이 분화는 아홉 개의 지도 작성 가능한 낙하 지층 단위와 열 번째, 보존 상태는 좋지 않지만 부피상 지배적인 낙하 단위를 기반으로 10개의 다른 단계로 나뉜다.:528
현재 타우포호는 면적 616 km2 (238 mi2), 깊이 186 m로 이 분화 중에 생성된 칼데라의 일부를 채우고 있다. 140 km2 (54 mi2)의 구조적 함몰은 타우포호 아래에 숨겨져 있으며, 호수의 윤곽은 적어도 부분적으로 화산-지각적 함몰을 반영한다. 초기 분화 단계에서는 분출구 위치가 바뀌었으며, 칼데라가 최대 범위로 발달한 것(석회암 각력암으로 표시됨)은 10단계에서 발생했다.

### 특이한 특징
오루아누이 분화는 많은 특이한 특징을 보여준다. 삽화적 성격, 광범위한 마그마-물 상호작용, 화산쇄설물 낙하와 화산쇄설류 퇴적물의 복잡한 상호작용을 볼 수 있다. 분출된 마그마는 조성이 매우 균일했으며, 이 조성은 이후에는 보이지 않았지만 분화 전에는 발견되었다.:8 상세한 조성 분석 결과, 분화의 초기 단계에서는 타우포 화산 외부의 소량의 마그마가 기여했으며, 이는 지각적 유발 요인과 가장 일치한다.:8 분화는 후카호의 남쪽 부분이었던 호수계를 통해 발생했는데, 이 호수는 분화 직전의 융기로 인해 최근에 분리되었거나,:528 일부 학자는 약 천 년 전에 타우포호가 나머지 후카호보다 더 높은 수위를 가지며 분리되었다고 주장하는데, 이는 와이라케이 아래에 마그마방이 있고 약 27,000년 전에 Trig 9471과 Rubbish Tip Domes에서 분출하여 후카호의 해당 부분을 채웠던 타우하라산에 인접한 포이히피 화산의 분화 활동 때문이라는 주장도 있다.:{{{1}}} 따라서 많은 퇴적물에는 화산재 응집물이 포함되어 있다.

### 분화 과정
오루아누이 mush zone의 성장에 대한 시간 척도는 약 4만 년 전의 이전 타우포 화산 분화에서 비롯된 것으로 알려져 있으며, 이 영역은 독특한 화학적 및 동위 원소 조성과 지르콘 모델 연대 스펙트럼을 가지고 있다. 이 머쉬에서 결정-액체 분리가 일어나는 동안, 많은 양의 용융물과 결정이 3.5~6 km 깊이에서 형성된 용융물 지배적 마그마체로 상승했다. 생성된 규산질 마그마의 상당 부분이 이보다 더 깊은 중간 또는 하부 지각(일부는 상부 맨틀만큼 깊다고 주장하기도 함)에서 형성되어 이 마그마 저장소로 빠르게 상승했으며, 그곳에 짧은 기간만 저장되었다는 새로운 증거가 나타나고 있다. 분출물의 상대적인 균일성(99% 고-SiO2 유문암)은:8 분화 당시 오루아누이 마그마체가 활발하게 대류하고 있었음을 시사한다. 그럼에도 불구하고 조성 분석 결과 세 가지 다른 유문암이 기여했으며, 분화의 초기 두 단계에서는 생물비석을 포함하는 유문암의 누출이 있었는데, 이는 아마도 2 km 이상의 깊이에서 암맥을 따라 북쪽의 마그마방에서 지각 단층과 관련하여 발생한 것으로 추정된다. 생물비석을 포함하는 유문암 조성은 타우포 화산에 인접한 마로아 칼데라에서 발견되는 것과 유사하다.
이 초기 단계는 상대적으로 낮은 과압 상태의 마그마에서 발생했으며, 얕은 마그마방에 저장되고 성숙되었다면 온도는 약 780 ± 20 °C였고, 분화 전 마그마 상승에는 1~2주가 걸렸다. 후기의 대부분의 마그마가 더 깊은 곳에서 형성되었다면 성숙 온도는 약 900 °C였을 가능성이 있다. 분출물의 약 0.5%는 저-SiO2 유문암으로, 이는 하부 결정질 머쉬 내의 고립된 주머니에서 채취된 것으로 추정된다.:8 분화에는 두 가지 다른 고철질 마그마가 관련되었으며, 총 3–5 km3 (0.72–1.20 cu mi)의 고철질 마그마는 다른 인근 유문암 분화에 비해 이례적으로 높은 양이다.
최종 분출 준비에 소요된 시간은 길어야 수십 년에 불과한 것으로 보인다. 분출 자체는 몇 달 동안만 지속되었으며, 아래에 설명된 대부분의 단계는 연속적이었다. 분출구의 위치는 분출의 처음 네 단계에 대해서만 알려져 있다. 1단계와 2단계 분출구는 현재 타우포호의 북동쪽 부분에 있었고, 세 번째 분출구(또는 여러 분출구일 가능성이 높음)는 후기 하테페 분화의 동쪽 정렬에 더 가까웠으며,:8 네 번째 분출구는 더 중앙에 있었다. 분출의 후기 단계에서는 현재 타우포호의 북부 대부분에서 분출이 있었을 수 있다.:39
화산쇄설류는 분화 내내 생성되었지만, 이그님브라이트 퇴적물에서 도달한 최대 거리는 8단계에서 약 90 km이었다.:8 이 단계는 10단계 이전의 다른 여러 단계와 마찬가지로, 타우포 화산의 후기 하테페 분화보다 그리 작지 않았다. 다양한 단계에서 분포된 화산재 (카와카와 테프라)는 뉴질랜드의 대부분 지역과 주변 해저에 전략적 층을 형성했는데, 이는 바람의 방향이 다양했고, 분출 기둥이 매우 높았으며, 화산재의 양이 매우 많았기 때문이다.

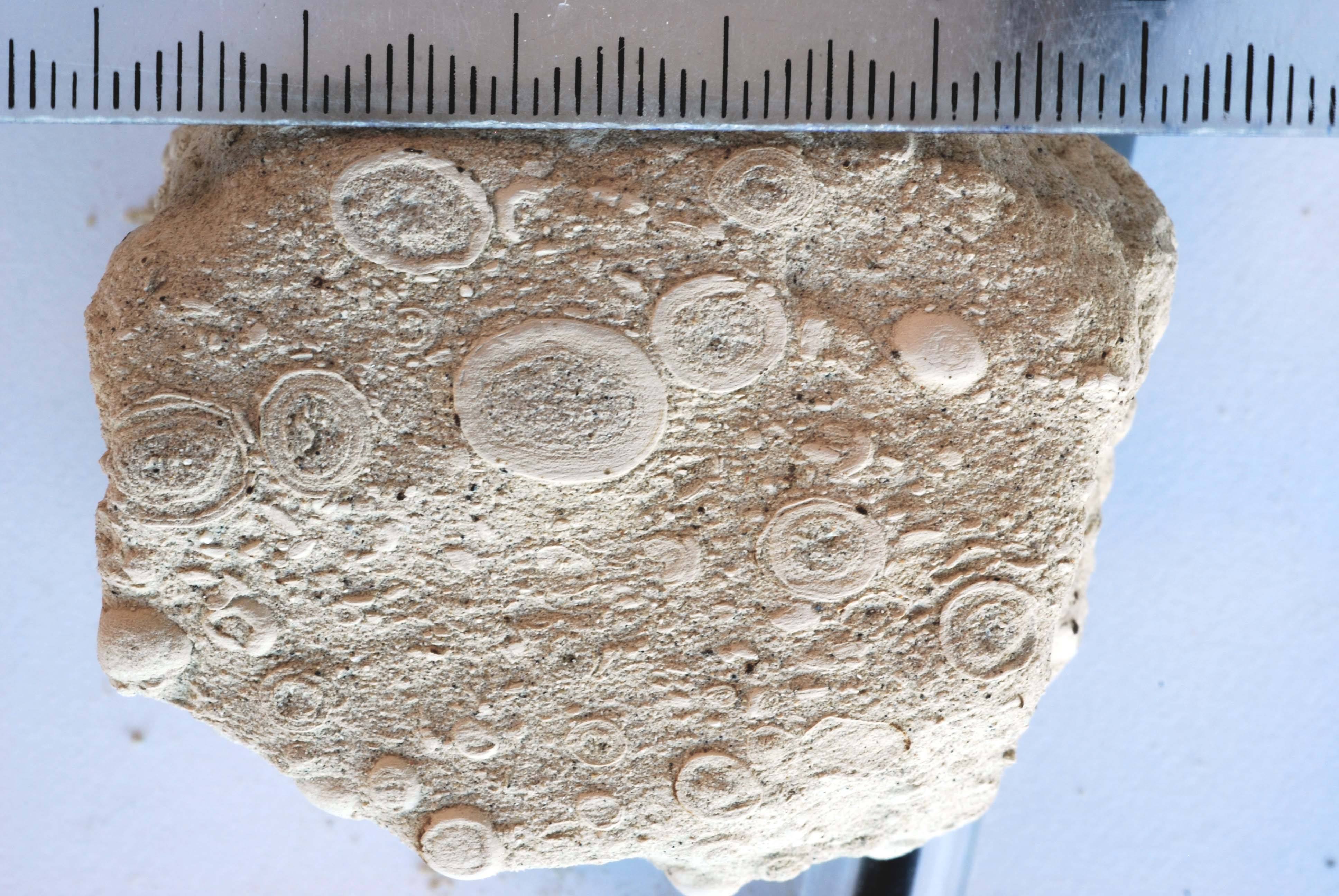
8단계와 같이 구형의 부착성 라필리를 포함하는 오루아누이 분화의 테프라

| 분화 대비 과정 시작 대략적인 시간 (년) | 지질학적 단계 | 분화 단계 | 지질학적 사건                                                     | 분화 관련성 | 테프라 부피< (km3) | 이그님브라이트 부피< (km3) |
| -------------------------------------- | ------------- | --------- | ----------------------------------------------------------------- | --- | ------------------ | -------------------------- |
| 10000                                  | 1             | –         | 백악기부터 쥐라기 기반암 그레이와케 및 제4기 화성암의 용융물 흡수 | 마그마 저장소 크기 및 조성 | –                  | –                          |
| 10000                                  | 2             | –         | 머쉬 결정화 및 간극 용융물 발달                                   | 마그마 저장소 발달 및 조성 | –                  | –                          |
| 3000                                   | 3             | –         | 용융물 지배 마그마체 우세                                         | 분화 가능성 활성화 | –                  | –                          |
| 100                                    | 4             | –         | 용융물 지배체 테두리 영역 결정화                                  | 냉각 시기 허용 | –                  | –                          |
| 100                                    | 5             | –         | 용해된 휘석 재결정화                                              | 시기 허용 | –                  | –                          |
| 100                                    | 6             | –         | 고립된 저-SiO2 유문암 주머니 내 결정 성장                         | 미성숙하지만 분화 시에 채취됨 | –                  | –                          |
| 10                                     | 7             | –         | 고철질 마그마가 머쉬와 상호작용                                   | 잠재적 프라이머 사건이었지만 다른 초분화에서 보이는 과압을 유발하지는 않았다                                                     | –                  | –                          |
| 0.01                                   | 8             | –         | 고철질 마그마가 고-SiO2 유문암으로 침투                           | 분화 직전 및 분화 중 과정 | –                  | –                          |
| 0.01                                   | 10            | –         | 북쪽에서 생물비석 함유 유문암의 측면, 지각적 연관 공급            | 분화의 초기 1단계와 2단계는 몇 달 간격으로 분리되었으며, 이 조성 신호는 지각적 유발 요인을 시사한다.                             | –                  | –                          |
| 0.01                                   | 11            | –         | 마그마 상승, 감압 및 파쇄                                         | 초기 용융물 평균 상승은 약 5일이었으며, 이러한 과정은 조성 신호와 호수 아래에 있었는지 여부와 무관한 분화의 격렬함과 관련이 있다 | –                  | –                          |
| 0.001                                  | 9             | –         | 저-SiO2 유문암이 고-SiO2 유문암으로 주입                          | 분화 중 후기 과정 | –                  | –                          |
| 0                                      | –             | 1         | –                                                                 | 단일 부석 낙하, 분출구 북서쪽으로 습한 저속 화산쇄설물 동반                                                                      | 0.8                | 0.01                       |
| −0.215                                 | –             | 2         | –                                                                 | 3단계의 부석 및 미세 화산재 | 0·8                | 0.1                        |
| −0.2151                                | –             | 3         | –                                                                 | 인근 화산쇄설물 및 낙하 퇴적물과 함께 습했으며, 고철질 마그마 재충전 후 가정된 원거리 다층 낙하 물질                             | >5                 | 10                         |
| −0.2152                                | –             | 4         | –                                                                 | 얇지만 광범위한 화산쇄설물 퇴적물이 동반된 단일 부석 낙하                                                                        | 2.5                | 0.1                        |
| −0.22                                  | –             | 5         | –                                                                 | 지역 화산쇄설물 퇴적물이 동반된 부석 낙하                                                                                        | 14                 | 1                          |
| −0.225                                 | –             | 6         | –                                                                 | 광범위한 다중 화산쇄설물 퇴적물이 동반된 건조 및 습한 낙하 혼합                                                                  | 5.5                | 10                         |
| −0.23                                  | –             | 7         | –                                                                 | 약 18시간의 고철질 마그마 재충전 후 광범위하고 방대한 화산쇄설물 퇴적물이 동반된 단일 부석 낙하                                  | 15                 | 10                         |
| −0.231                                 | –             | 8         | –                                                                 | 부착성 라필리가 동반된 광범위하고 방대한 화산쇄설물 퇴적물이 고철질 마그마 재충전 후 가정된 습한 낙하 퇴적물                     | 37                 | 10                         |
| −0.232                                 | –             | 9         | –                                                                 | 주로 근접하고 방대한 화산쇄설물 퇴적물이 동반된 단일 화산재 및 부석 낙하층                                                       | 85                 | 10                         |
| −0.24                                  | –             | 10        | –                                                                 | 타우포호 분지에 방대한 화산쇄설물 퇴적물이 동반된 미립 화산재                                                                    | 265                | 100                        |

### 지역적 영향
분화로 인한 테프라는 중앙 북섬의 대부분을 덮었으며, 이를 카와카와-오루아누이 테프라, 또는 KOT라고 부른다. 오루아누이 이그님브라이트는 최대 200 m 깊이이다.:529 화산재 낙하는 뉴질랜드 대부분에 영향을 미쳤으며, 850 km 떨어진 채텀 제도에는 18 cm 두께의 화산재 층이 퇴적되었다. 지역 생물학적 영향은 엄청났을 것이다. 오클랜드 남쪽부터 북섬 전체와 남섬 상단까지 10 cm의 화산재가 퇴적되었는데, 당시에는 해수면이 현재보다 훨씬 낮아 두 지역 모두 육지 면적이 더 넓었다. 화산쇄설류는 도달하는 모든 식물을 파괴했다.:530
이후의 침식 및 퇴적은 경관에 오래 지속되는 영향을 미쳤으며, 와이카토강이 하우라키 평원에서 현재의 와이카토를 거쳐 태즈먼해로 흐르는 경로로 바뀌게 했을 수 있다. 22,500년 전보다 적은 시기에, 타우포호는 현재 수위보다 약 75 m 높게 채워졌고, 초기에는 북서쪽 와이호라 출구를 통해 배수되다가 현재 타우포 출구 근처의 북동쪽 오루아누이 이그님브라이트 댐을 붕괴시켰으며, 이로 인해 호수 주변에 단구가 전혀 형성되지 않았다.(pp.  531–2 ) 약 60 km3 (14 cu mi)의 물이 방출되었고, 최소 망가키노까지 와이카토강 하류에 10 m 크기의 바위들을 남겼다. 영향은 다음과 같이 요약된다.:530
1. 화산 주변 계곡에 수백 미터 두께로 쌓인 새로운 이그님브라이트 지형이 형성되었다. 이그님브라이트의 실제 면적은 이후 발생한 더 작은 하테페 분화보다 적은데, 이는 후자가 더 강력한 화산쇄설류를 생성했지만 축적된 테프라 낙하는 훨씬 적었기 때문으로 추정된다.
2. 칼데라 함몰로 생성된 부피는 지역 유역의 침전물 흡수원 역할을 했으며, 새로운 타우포호가 축적되는 분지 역할도 했다.
3. 이전의 후카호는 북쪽으로 확장되어 오래된 레포로아 칼데라의 일부를 차지했으나 파괴되어 이그님브라이트로 채워졌고, 이는 또한 타우포와 레포로아 분수계 사이에 일시적인 장벽을 형성하여 새로운 타우포호의 안정적인 배수가 확립되기 전에 침식되어야 했다.
4. 중앙 북섬 대부분의 식물 파괴.
5. 강우량에 따른 화산쇄설물의 충적층 재이동은 와이카토강의 배수 패턴을 변경시켰다. 특히 많은 양의 물질이 이동하여 와이카토 평원과 하우라키 평원에 영향을 미쳤다.

### 원거리 영향
오루아누이 분화의 최종(열 번째) 단계 화산재 퇴적물은 지구화학적으로 5,000 km 떨어진 서남극 빙핵 퇴적물과 일치하며, 이는 남극의 마지막 최후 빙기에 대한 편리한 지표를 제공한다. 이 화산재 구름은 남반구를 한 바퀴 도는 데 약 2주가 걸린 것으로 모델링되었다. 분출된 호수 퇴적물에서 나온 돌말류는 채텀 제도에서 바람이 불어 850 km 떨어진 화산재 퇴적물에서 발견되었다.:2

## 이후
오루아누이 분화 이후 타우포 화산에서 특성이 밝혀진 첫 번째 분화는 약 5천 년 후에 일어났다.:10 처음 세 번의 분화는 데이사이트성 분화였으며, 푸케타라타 분화도 그러했다.:10 현재까지 발생한 나머지 24번의 유문암성 사건들(서기 232년경으로 추정되는 주요 하테페 분화 포함)은 세 가지 다른 마그마원으로부터 기원했다.:10 이들은 지리적으로 집중된 분출구 위치와 다양한 분출량을 가졌으며, 9번의 폭발성 사건이 테프라 퇴적물을 생성했다.:10

## 같이 보기
- 북섬 화산대
- 타우포 화산
- 하테페 분화 (타우포 화산의 가장 최근 주요 분화)

## 내용주
1. ↑  이곳에 주어진 연대는 여러 검토 논문에서 확인된 가장 최근의 연대이며,[4] 추가 수정될 수 있다. 이전 연대인 26.5 ka[6]는 2020년에 IntCal20 보정에 의해 25,675 ± 0.09 ka BP로 업데이트되었다. 2022년에는 WD2014 시간 척도를 사용한 빙핵 연대 25.318 ± 0.25 ka BP가 25.718 ka로 수정되었다.[4][7]
2. ↑  이 표에서 년을 사용하는 것은 정렬이 가능하기 때문이다. 1일은 0.003년이므로, 분화는 시작부터 끝까지 3개월 미만의 임의의 길이를 가졌으며, 실제로는 이보다 두 배 길었을 수도 있다. 분화 단계 중 많은 부분이 연속적이었고 몇 시간 동안만 지속되었다. 분화 동반 과정은 모두 함께 일어났다.
3. 1 2  이들은 고밀도 등가물(DRE)이 아니며, 이는 분화의 크기를 표현하는 더 표준화된 방법이다.
4. 1 2 3  앨런 외의 지질 과정에 대한 Fig. 15의 번호 매기기는 시작 시간으로 볼 때 논리적이지 않을 수 있다. 이것이 이 표를 정렬 가능하게 만든 이유 중 하나이다.